# 利多拉卡斯
利多拉卡斯（Lidhorakhas），是印度中央邦Tikamgarh县的一个城镇。总人口10668（2001年）。

## 人口
该地2001年总人口10668人，其中男性5528人，女性5140人；0—6岁人口2082人，其中男1033人，女1049人；识字率47.83%，其中男性为59.64%，女性为35.14%。